# Gilbertaster
Gilbertaster is een geslacht van zeesterren uit de familie Goniasteridae.

## Soorten
- Gilbertaster anacanthus Fisher, 1906
- Gilbertaster caribaea (Verrill, 1899)